# Ведзатхева
Ведзатхева (груз. ვეძათხევა) — село в Грузії.
За даними перепису населення 2014 року в селі проживає 44 особи.